# Akan'e
La àkan'e (in russo аканье?, [ˈɑːkʌnʲjə], letteralmente "pronunciare «a»") è un fenomeno fonologico delle lingue russa e bielorussa in cui la /o/ in posizione atona (specialmente nella sillaba immediatamente precedente quella tonica) si pronuncia [ʌ] (suono simile ad [a], da cui il nome). Ad esempio, in russo молоко e in bielorusso малако ("latte") vengono pronunciati [mʌɫʌˈko, məɫʌˈko] (nel caso del russo è come se la parola fosse scritta *малако).
I linguisti hanno ipotizzato che questo fenomeno sia dovuto all'influenza delle lingue uraliche parlate dalle tribù che abitavano le attuali Russia europea e Bielorussia prima dell'arrivo delle popolazioni slave. La akan'e sembra, però, essere comparsa nelle lingue russa e bielorussa non prima del XV secolo e divenne una loro caratteristica ricorrente all'incirca alla metà del XIX secolo.

## Laakan'ein russo
La convenzione ortografica del russo non segnala nella scrittura l'esistenza della akan'e. Gli studenti di russo principianti vengono spesso confusi da questo fenomeno, poiché la pronuncia non corrisponde alla scrittura (come del resto avviene nel caso di altre lettere dell'alfabeto russo), cosicché spesso le parole vengono pronunciate male se lette da un testo scritto o trascritte male se ascoltate, a causa anche dell'abitudine ortografica di non segnalare la posizione dell'accento.
La akan'e è tipica del dialetto di Mosca. In altri dialetti russi (ad esempio quelli di Kostroma e Vologda) la /o/ atona si pronuncia [o] (okan'e, fenomeno più antico che rende il russo più simile all'ucraino e al ruteno).

## Laakan'ein bielorusso
La convenzione ortografica bielorussa, sviluppatasi molto dopo quella russa, prevede l'attuazione grafica della akan'e (in lingua bielorussa аканне, akannje), in modo che lingua scritta e pronuncia coincidano. In questo modo una o non appare mai se non sotto accento (si compari il russo вода́ con il bielorusso вада́, "acqua", entrambi pronunciati [vʌˈdɑ]).
Anche questa convenzione dà alcuni problemi agli studenti principianti del bielorusso, poiché l'accento può spostarsi di sillaba in sillaba nella declinazione o nella coniugazione, in modo che la medesima parola venga scritta in modo radicalmente diverso a seconda del caso in cui si declina (es. "acqua" è вада́ [vʌˈdɑ] al nominativo e во́ду [ˈvoːdu] all'accusativo).